# Clubiona ryukyuensis
Clubiona ryukyuensis là một loài nhện trong họ Clubionidae.
Loài này thuộc chi Clubiona. Clubiona ryukyuensis được Hirotsugu Ono miêu tả năm 1989.